# Felicia Hemans
Felicia Dorothea Browne Hemans est une poétesse née le 25 septembre 1793 à Liverpool et morte le 16 mai 1835.
Elle publie son premier recueil de poèmes en 1808.
Elle a contribué à la féminisation de la culture au XIXe siècle, et aux bases du féminisme.
Ce fut une des poétesse les plus lues de son temps dans le monde anglophone. Son œuvre a notamment inspiré au peintre américain Thomas Cole sa toile La Croix dans la contrée sauvage, de 1845.
Aujourd'hui, ses poèmes les plus connus sont The Homes of England et Casabianca (aussi connu sous le nom The Boy Stood on the Burning Deck) et qui évoque la mort du fils du commandant du navire l'Orient lors de la bataille d'Aboukir.